# Исмаилов, Абу Туриевич
Абу́ Тури́евич Исмаи́лов (род. 11 августа 1949, Састобе, Южно-Казахстанская область) — чеченский писатель, поэт, филолог, переводчик, член Союза писателей Чечни и Союзов журналистов России и Чечни. Заслуженный работник культуры Чечни.

## Биография
Родился в годы депортации в Састобинском районе Чимкентской области Казахстана. В 1956 году там же пошёл в школу. После окончания первого класса его семья вернулась на родину в село Мартан-Чу. В 1966 году окончил школу в родном селе.
После окончания школы был учителем начальных классов, работал в совхозе на различных должностях. В 1968—1970 годах служил в армии. После окончания службы вернулся в родное село. Поступил на заочное отделение филологического факультета Чечено-Ингушского государственного университета. Одновременно работал корректором в Чечено-Ингушском республиканском книжном издательстве. Вскоре стал редактором, а затем и заведующим редакции учебной и детской литературы. В 1985—1990 годах был корреспондентом газеты «Заветы Ильича», а впоследствии — редактором отдела поэзии редакции журнала «Орга».
В 2010 году награждён почётным знаком «За трудовое отличие»
В 2011 году награждён медалью «За заслуги перед Чеченской Республикой»

## Творчество
Ещё в школьные годы начал писать стихи. В 1965 году его произведения были впервые опубликованы в газете «Ленинский путь». В 1966 году познакомился с известным чеченским поэтом Магомедом Мамакаевым. Это знакомство в значительной степени определило творческую судьбу Исмаилова.
В 1975 году стал одним из основателей творческого объединения молодых писателей «Прометей», в работе которого в дальнейшем принимал активное участие. В следующем году он занял первое место на республиканском конкурсе имени Саида Бадуева. В дальнейшем его стихи и рассказы публиковались в коллективных сборниках («Утренние голоса», «Напевы Родины», «Час рассвета», «Весенние воды») и альманахах («Орга», «Вайнах»). Является автором многих произведений, наиболее известные из которых пьеса «Сумерки», драматическая поэма «Эдал», роман «Умар-Хаджи». В 2005 году был издан созданный Исмаиловым словарь «Дош» («Слово»). В 2009 году словарь был дополнен и переиздан.
По состоянию на 2015 год работал редактором отдела поэзии редакции журнала «Орга». Целый ряд его стихов положен на музыку.

### Произведения Исмаилова
на чеченском языке
- Исмаилов А. Летучая мышь: повесть-сказка = Бирдолаг. — Грозный: Чечено-Ингушское книжное издательство, 1988. — 22 с.
- Исмаилов А. Летучая мышь: повесть-сказка = Бирдолаг. — 2. — Элиста: «Джангар», 2007. — 32 с.
- Исмаилов А. Т. Слово. Размышления о родном языке: Русско-чеченский словарь = Дош. Нохчийн матах йолу ойланаш / Ответ. ред. З. Д. Джамалханов. — Элиста: АПП «Джангар», 2005. — 928 с. — 3000 экз. — ISBN 5-94587-035-8.
- Исмаилов А. Слово. Размышления о родном языке: Русско-чеченский словарь = Дош. Нохчийн матах йолу ойланаш. — 2. — Грозный, 2009. — 800 с.
- Исмаилов А. Письмена: Книга 1 = Йозанаш. — Элиста: «Джангар», 2011. — 480 с.
- Исмаилов А. Письмена: Книга 2 = Йозанаш. — 2. — Элиста: «Джангар», 2014. — 480 с.

на русском языке
- Исмаилов А. Восхождение на Парнас: Библиографический очерк о творчестве Адиза Кусаева. — 2. — Элиста: «Джангар», 2010. — 80 с.

#### В коллективных сборниках
на чеченском языке
- Дыхаев В., Шайхиев А. (составители). «Не имея возможности спокойно найти легкий путь…»; Я спешу; Предчувствие: стихи = «Атта некъ парг1ата лаха йиш йоцуш…»; Сиха ву со; Синхаам. — Махачкала, 1997. — С. 150—153. — 80 с.
- Исмаилов А. Рассвет. Цикл стихов = Сатасар. Байтийн цикл. — Грозный: Чечено-Ингушское книжное издательство, 1977.
- Исмаилов А. Час рассвета. Цикл стихов = Сатасаран сахьт. Байтийн цикл. — Грозный: Чечено-Ингушское книжное издательство, 1986.
- Исмаилов А. Пропасть. Водоворот: поэма = Анайисташ. К1урк1мани: поэма. — Грозный: Чечено-Ингушское книжное издательство, 1980.
- Исмаилов А. Холодное сияние: рассказ. Весенние воды: рассказы, очерки = Шила нур: дийцар. Б1аьстенан хиш: дийцарш, очеркаш.. — Грозный: Чечено-Ингушское книжное издательство, 1977.
- Исмаилов А. Эдал (Трагическая поэма по мотивам поэмы Пушкина «Тазит») = Эдал (Пушкинан «Тазитан» мукъмашкахь долу бохаман илли). — Грозный: ФГУП ИПК «Грозненский рабочий», 2013. — Т. IV. — С. 156—248. — (Нохчийн драматурги).

#### В периодических изданиях
на чеченском языке
- Исмаилов А. Я дал бы могущество добру…: стихи (чеченский) = Ас диканна доьналла лур дара…: стихаш // Орга : журнал. — 2006. — № 6. — С. 48.
- Исмаилов А. На улице было лето: повесть (чеченский) = Аьхке яра арахь: повесть // Орга : журнал. — 1986. — № 4.
- Исмаилов А. Железные ворота; Я тороплюсь: стихи (чеченский) = Аьчкан ков; Сиха ву со: стихаш // Вайнах : журнал. — 2014. — № 4. — С. 4—6.
- Исмаилов А. Запах хлеба: стихи (чеченский) = Баьпган хьожа: стихаш // Ленинан некъ : газета. — 1976. — 14 июль.
- Исмаилов А. Летучая мышь: притча (чеченский) = Бирдолаг: дийцар // Вайнах : журнал. — 2008. — № 7. — С. 2—14.
- Исмаилов А. Круги жизни: стихи (чеченский) = Дахаран гуонаш: стихаш // Орга : журнал. — 2003. — № 10. — С. 12.
- Исмаилов А. Боль отца: стихи (чеченский) = Ден лазам: стихаш // Орга : журнал. — 2002. — № 6. — С. 40.
- Исмаилов А. Мы и они; Снежная гора: стихи (чеченский) = Вай а, уьш а; Башлам: стихаш // Орга : журнал. — 2004. — № 5. — С. 25.
- Исмаилов А. Площадь дружбы: стихи (чеченский) = Доттаг1аллин майданахь: стихаш // Ленинан некъ : газета. — 1976. — 26 ноябрь.
- Исмаилов А. Женщина-горянка: стихи (чеченский) = Зуда-ламанхо: стихаш // Ленинан некъ : газета. — 1965. — 8 март.
- Исмаилов А. Операция «Горы»: Трагедия в двух частях (чеченский) = «Лаьмнаш» операции: Шина декъахь трагеди // Орга : журнал. — 2004. — № 2. — С. 7.
- Исмаилов А. Ручеек: стихи (чеченский) = Марта: стихаш // Орга : журнал. — 1966. — № 3.
- Исмаилов А. В сумерках: трагикомедия (чеченский) = Маьрк1аже: трагикомеди // Орга : журнал. — 2007. — № 4.
- Исмаилов А. Дорога; Плодородие; Родина; Слово; Я читаю; Я спешу; Музыка камней; Весна; Сердце матери: стихи (чеченский) = Некъ; Хьокъийла; Даймохк; Дош; Дьошу ас; Сиха ву со; Т1улгийн мукъамаш; Б1аьсте; Ненан дог: стихаш // Вайнах : журнал. — 2014. — № 4. — С. 4—6.
- Исмаилов А. Сердце матери: стихи (чеченский) = Ненан дог: стихаш // Орга : журнал. — 2013. — № 11. — С. 7.
- Исмаилов А. Невеста: рассказ (чеченский) = Нускал: дийцар // Орга : журнал. — 2005. — № 4.
- Исмаилов А. Последняя эпоха: стихи (чеченский) = Т1ехьара зама: стихаш // Орга : журнал. — 2009. — № 8. — С. 21—24.
- Исмаилов А. Ханаса: рассказ (чеченский) = Ханаса: дийцар // Вайнах : журнал. — 2005. — № 3.
- Исмаилов А. Клубки событий: Стихи разных лет (чеченский) = Хилламийн оьргаш: Тайп-тайпанчу шерийн стихаш // Орга : журнал. — 2004. — № 8—9. — С. 43—47.
- Исмаилов А. Зимним утром в лесу: стихи (чеченский) = Хьуьнхахь 1аьнан 1уьйре: стихаш // Орга : журнал. — 2012. — № 12. — С. 8.
- Исмаилов А. Быстрый дождь: стихи (чеченский) = Чехка дог1а: стихаш // Стелаӏад : журнал. — 2012. — № 8. — С. 2.
- Исмаилов А. Эдал: Трагическая поэма по мотивам поэмы Пушкина «Тазит» (чеченский) = Эдал: Пушкинан «Тазитан» мукъмашкахь долу бохаман илли // Орга : журнал. — 2004. — № 10—12. — С. 2.
- Исмаилов А. Эдал: драма в стихах (чеченский) = Эдал: стихашкахь драма // Вайнах : журнал. — 2013. — № 9—12.
- Исмаилов А. Не насыщусь тобой: стихи (чеченский) = 1ебар вац хьох: стихаш // Ленинан некъ : газета. — 1977. — 7 декабрь.
- Исмаилов А. Умар-Хаджи: роман (чеченский) = 1умар-Хьажа: роман // Вайнах : журнал. — 2004. — № 5, 6, 8, 9.

на русском языке
- Иса Атабиев. Мы из «Пхьармата»: беседа с поэтом Абу Исмаиловым // Вести республики : газета. — 2008. — 20 декабрь.
- Исмаилов А. Предчувствие: стихи // Вайнах : журнал. — 2003. — № 6. — С. 14—15.
- Исмаилов А. Это по-хозяйски: Работники ОРСа НГДУ «Горскнефть» создали подсобную ферму // Грозненский рабочий : газета. — 1979. — 22 февраль.

#### Переводы
- Ахмадов М. Деревянные куклы; Косари: повесть / перевод с чеченского А. Исмаилова. — Нальчик, 2010. — Т. 1. — С. 185—229. — (Избранное в 2-х т.).
- Хизриев Х. А. Шерипов как историк и философ = Шерипов историк а, философ а сана // Орга : журнал. — 1977. — № 3. — С. 33—37.